# Dahai

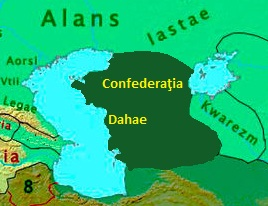
Estensione approssimativa della confederazione tribale dei Dahai

I Dahai o Dahan (persiano داها; greco antico Δάοι Dáoi e Δάαι Daai) erano una confederazione di antiche tribù iraniche che vivevano a est del Mar Caspio nel Dahestan (persiano دهستان).  Parlavano una lingua iranica orientale.
I Dahai, insieme ad altre tribù scitiche, combatterono a fianco di Dario III di Persia durante la battaglia di Gaugamela. Più tardi si unirono ad Alessandro Magno nella sua spedizione indiana. Un ramo della tribù, i Parni, migrò a sud nella Partia e si unì ai locali che erano anch'essi iranici. Essi fondarono la dinastia arsacide che riunificò la Persia sotto l'egemonia iranica.

## Nome
Il nome Dahai, attestato nella forma persiana antica Dahā, deriva da un nome in lingua khotanese che significa "uomo", sulla base della pratica comune a vari popoli di chiamarsi "uomo" nella propria lingua.

## Ubicazione
I Dahai inizialmente vivevano nella parte nord-orientale dell'Impero achemenide, nelle aride steppe del deserto del Karakum. Durante la fine del IV e l'inizio del III secolo a.C., i Dahai, e in particolare la tribù che li costituiva, i Parni, si insediarono lungo i margini meridionali e sudoccidentali del deserto del Karakum. Strabone pone quindi i nomadi Dahai all'incirca nell'attuale Turkmenistan. Successivamente, a metà del III secolo a.C. si spostarono verso ovest e si stabilirono lungo le coste del Mar Caspio sudorientale, nelle terre a nord dell'Ircania.

## Storia
Secondo lo storico babilonese Berosso, il fondatore dell'Impero persiano achemenide Ciro II il Grande morì combattendo contro i Dahai. I Dahai combatterono nell'ala sinistra dell'esercito achemenide, insieme ad altri popoli sciti, contro Alessandro Magno nella battaglia di Gaugamela. Durante la metà del III secolo, i Parni si erano trasferiti in Ircania, dove vivevano lungo il fiume Ochus. Il loro capo Arsace fonderà l'impero partico.